# Municipio de Union (condado de Ringgold)
El municipio de Union (en inglés: Union Township) es un municipio ubicado en el condado de Ringgold en el estado estadounidense de Iowa. En el año 2010 tenía una población de 286 habitantes y una densidad poblacional de 3,11 personas por km².

## Geografía
El municipio de Union se encuentra ubicado en las coordenadas 40°51′7″N 94°4′21″O / 40.85194, -94.07250. Según la Oficina del Censo de los Estados Unidos, el municipio tiene una superficie total de 91.91 km², de la cual 90,05 km² corresponden a tierra firme y (2,03 %) 1,86 km² es agua.

## Demografía
Según el censo de 2010, había 286 personas residiendo en el municipio de Union. La densidad de población era de 3,11 hab./km². De los 286 habitantes, el municipio de Union estaba compuesto por el 98,95 % blancos y el 1,05 % eran de una mezcla de razas. Del total de la población el 0 % eran hispanos o latinos de cualquier raza.